# لژیونر آلمان
لژیونر آلمان به عنوان نیروهای ویژه آموزش دیده شده برای انجام ماموریت‌های نظامی و امنیتی شناخته می‌شود. معمولاً در زمینه‌هایی مانند آموزش نظامی، مبارزه با تروریسم، حفاظت از سفرهای حکومتی، حفاظت از سفرهای خصوصی، نگهداری از نشانه‌های مرزی، مبارزه با قاچاق مواد مخدر، و حفاظت از سازمان‌های حکومتی و خصوصی فعالیت می‌کند.

## تاریخچه لژیونرهای آلمان
لژیونرهای آلمان یکی از گروه‌های ویژه نیروهای مسلح آلمان هستند که با هدف ارتقای توانمندی‌های نظامی و امنیتی در سال ۱۹۵۰ تأسیس شدند. این گروه از افرادی تشکیل شده است که آموزش‌های نظامی و تجربه کافی در زمینه‌هایی مانند مبارزه با تروریسم، حفاظت از سفرهای حکومتی و خصوصی، حفاظت از سازمان‌های حکومتی و خصوصی، و حفاظت از خیابان‌ها و ایستگاه‌های قطار را دارند.
تاریخچه لژیونرهای آلمان به دوران پس از جنگ جهانی دوم بازمی‌گردد، در آن زمان آلمان خود را در مقابل تهدیدات خارجی و داخلی محافظت می‌کرد. با تأسیس لژیونرها، آلمان سعی در ایجاد یک گروه نظامی و امنیتی ویژه داخلی داشت که در برابر تهدیدات داخلی و خارجی مقابله کند.

## گروه های لژیونر آلمان
لژیونرهای آلمان اغلب به عنوان یکی از گروه‌های ویژه نیروهای مسلح آلمان شناخته می‌شوند. نیروهای لژیونر آلمان به طور کلی شامل سه گروه اصلی هستند: نیروهای بیرونی (به عنوان نمونه برای انجام ماموریت‌های خارج از کشور مانند عراق، افغانستان و اوکراین)، نیروهای داخلی (به عنوان نمونه برای مبارزه با تروریسم و حفاظت از سازمان‌های حکومتی و خصوصی در داخل کشور) و نیروهای پلیس (به عنوان نمونه برای حفاظت از خیابان‌ها و ایستگاه‌های قطار).

## ماموریت‌های داخلی
لژیونرهای آلمان در ماموریت‌های داخلی عمدتاً برای حفاظت از امنیت و ایمنی عمومی و مبارزه با تهدیدات امنیتی در داخل کشور به کار می‌روند. این تهدیدات ممکن است شامل تروریسم، جنایت سازمان‌یافته، قاچاق مواد مخدر، تهدیدات سایبری و... باشند. در این زمینه، لژیونرهای آلمان عموماً به عنوان یکی از گروه‌های ویژه نیروهای مسلح آلمان شناخته می‌شوند و در تیم‌های مختلفی مانند تیم‌های SWAT، تیم‌های مبارزه با تروریسم، تیم‌های حفاظت از سازمان‌های حکومتی و خصوصی و تیم‌های پلیس عمل می‌کنند.

## ماموریت‌های خارجی
لژیونرهای آلمان به عنوان یکی از گروه‌های ویژه نیروهای مسلح آلمان، در ماموریت‌های خارجی نیز به کار می‌روند. این ماموریت‌ها شامل مأموریت‌های نظامی، امنیتی، امداد و نجات، و همچنین حمایت از طرح‌های انسان دوستی هستند. مأموریت‌های نظامی لژیونرهای آلمان می‌تواند شامل حضور در مناطق جنگی و نظامی، کمک به ارتش‌های متحدین در مبارزه با تهدیدات امنیتی، و حفاظت از سفرهای حکومتی و خصوصی در مناطق پر خطر باشد.
1. ↑  "Startseite". www.bundeswehr.de (به آلمانی). Retrieved 2023-05-09.
2. ↑  German Settlers, 1856–1862, retrieved 2023-05-09{{citation}}:  نگهداری یادکرد:فرمت پارامتر تاریخ (link)
3. ↑  «BKA - Homepage». www.bka.de. دریافت‌شده در ۲۰۲۳-۰۵-۰۹.